# Ashura, a démonvadász
Ashura a démonvadász (eredeti címén Ashura jo no hitomi, angolul Ashura the Demon Slayer) egy 2005-ös japán misztikus film.

## Szereplők
| Szereplő       | Színész           |
| -------------- | ----------------- |
| Wakuraba Izumo | Somegoro Ichikawa |
| Tsubaki        | Rie Miyazawa      |
| Bizan          | Kanako Higuchi    |
| Abe Jaku       | Atsuro Watabe     |
| Kuninari       | Takashi Naito     |
| Shoshi         | Hanae Kan         |